# ژوردی کودینا
ژوردی کودینا (اسپانیایی: Jordi Codina‎؛ زادهٔ ۲۷ آوریل ۱۹۸۲) بازیکن فوتبال اهل اسپانیا است.
از باشگاه‌هایی که در آن بازی کرده‌است می‌توان به ختافه، باشگاه فوتبال رئال مادرید، رئال مادرید کاستیا، تیم ملی فوتبال کاتالونیا، باشگاه فوتبال آپوئل و باشگاه فوتبال رئال مادرید سی اشاره کرد.